# Niabor
Il niabor (detto anche beadah, naibor, nyabor, nyabur, parang njabur laki-laki) è una spada tradizionale caratteristica degli Iban del Borneo.

## Descrizione
Il niabor si presenta come una spada dalla lama ricurva, ad un solo filo, convessa dalla parte tagliente e concava dalla parte del dorso. La lama si allarga verso la punta per spostare verso di essa il centro di gravità dell'arma. La punta non è molto acuminata. Solitamente non sono presenti nervature di rinforzo lungo la lama, ma possono esservi una o più scanalature. Raramente i niabor presentano lame decorate. In alcuni esemplari è presente una sporgenza dalla parte tagliente che serve per parare a mo' di guardia; questa parte dell'arma è detta kundieng. La parte sottostante la guardia è chiamata sangau, mentre quella tra l'impugnatura e la lama è detta temporian. Il manico, il cui pomolo è intagliato secondo motivi decorativi tradizionali, è realizzato in corno di cervo come nel caso del mandau,  e non è mai ornato con ciuffi di peli animali. Il niabor è molto simile ad altre armi tradizionali del Borneo, quali il Langgai Tinggang e il parang nabur.